# Lehi (prorok)

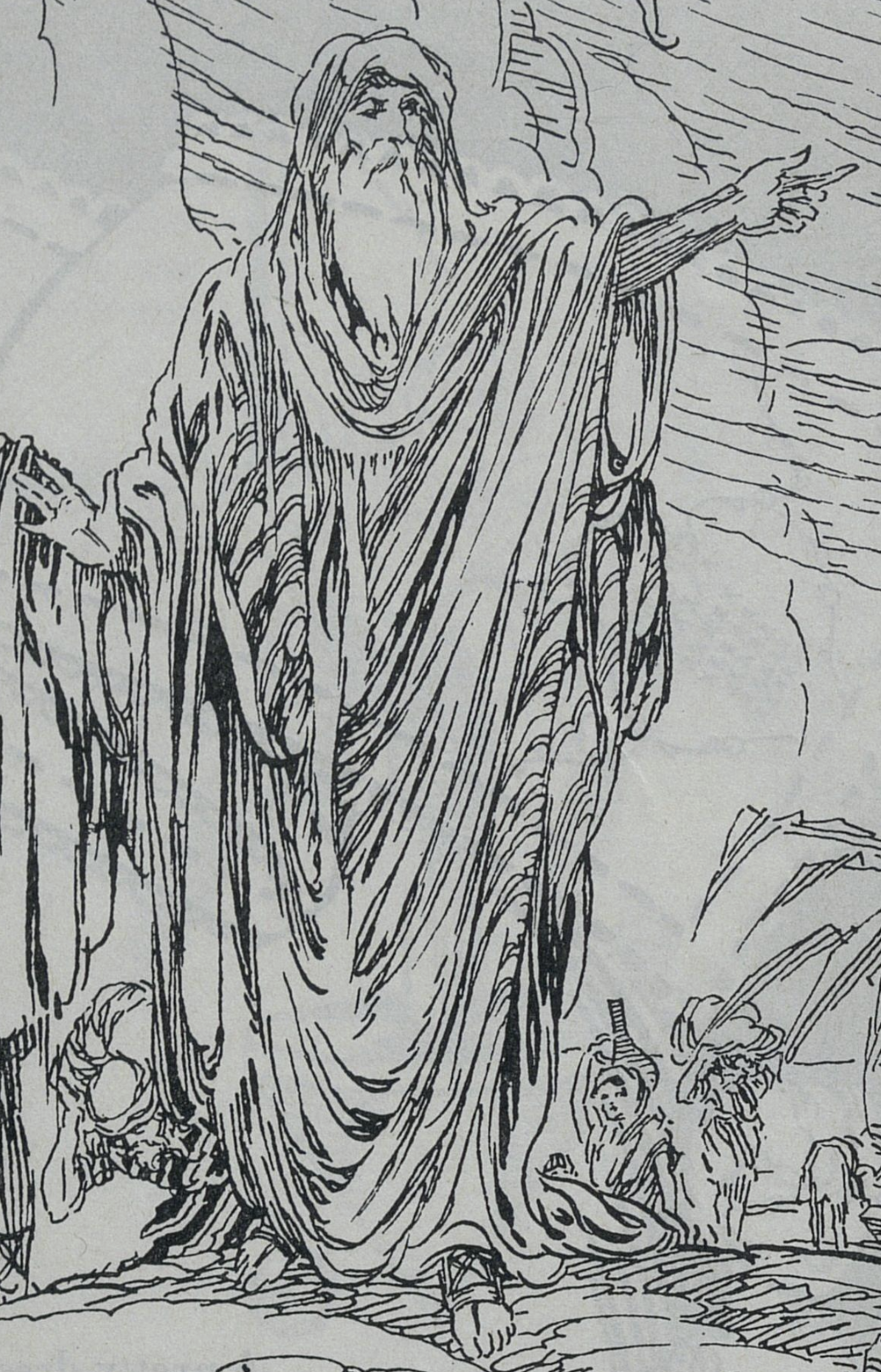
Lehi w ilustracji z książki ,,The Promised Land" z 1925

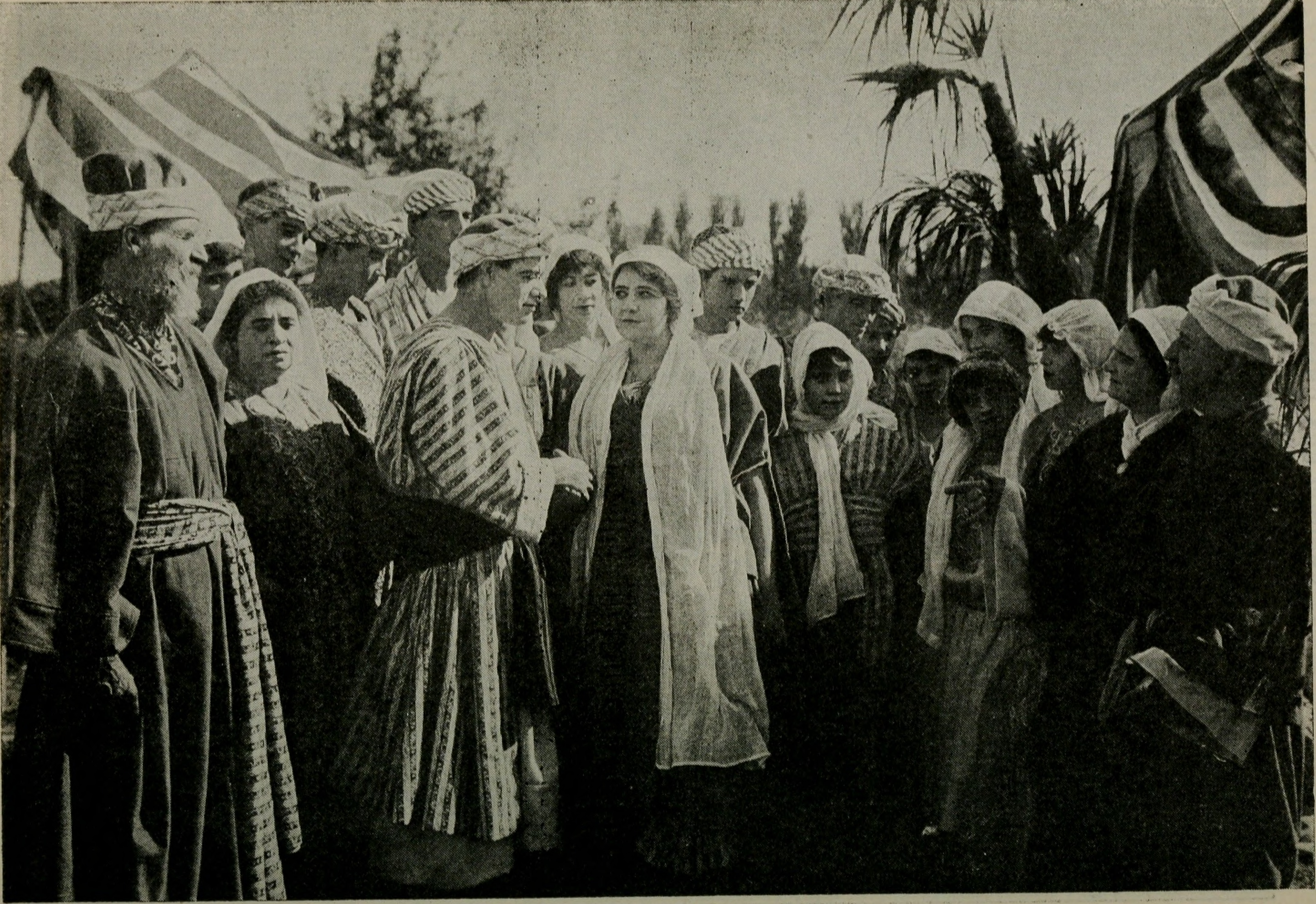
Lehi wraz z rodziną na próbie rekonstrukcji z końca XIX wieku

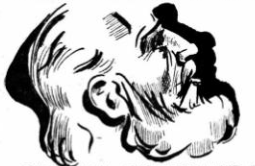
Przedstawienie Lehiego autorstwa Johna Philipa Dalby'ego

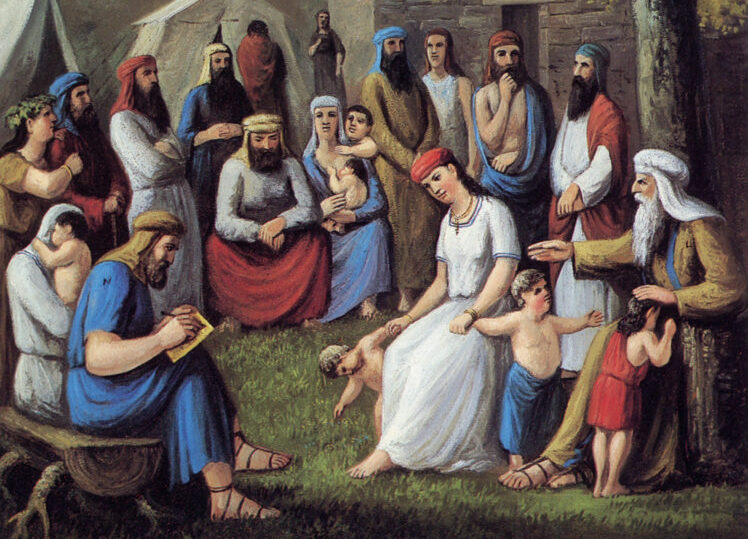
Lehi (pierwszy od prawej) błogosławi swoich potomków. Ilustracja C. C. A. Christensena z 1890 r.

Lehi (deseret 𐐢𐐀𐐐𐐌) – w wierzeniach ruchu świętych w dniach ostatnich (mormonów) jeden z proroków.

## Życie i działalność według Księgi Mormona
Lehi miał być Izraelitą z plemienia Manassesa, żyjącym w Jerozolimie za panowania króla Sedecjasza.
Pierwsza Księga Nefiego (pierwsza z ksiąg składających się na Księgę Mormona) opisuje, jak na wezwanie Boga Lehi opuścił Jerozolimę w towarzystwie Ismaela, Zorama oraz ich rodzin. Wspólnie mieli podróżować na południe, przez Półwysep Arabski, aż do miejsca zwanego Nahom, gdzie miało dojść do śmierci i pochówku Ismaela. Stamtąd mieli udać się na wschód, do położonego nad morzem miejsca o nazwie Obfitość. Tam miał powstać statek, którym Lehi i osoby mu towarzyszące popłynęli do Ameryki.
Lehi miał mieć sześciu synów: Lamana, Lemuela, Sama, Nefiego, Jakuba i Józefa. Laman i Nefi są uznawani przez mormonów za przodków dwóch ludów, mających zamieszkiwać starożytny kontynent amerykański – Lamanitów i Nefitów.

## Imię
Zgodnie z wierzeniami mormonów po raz pierwszy zaproponowanymi w latach 70. XX wieku Chirbet Beit Lehi miałoby być domem Lehiego przed jego przeniesieniem się do Jerozolimy.
Słowo lehi (lechi) to transliteracja hebrajskiego słowa לֶחִי, oznaczającego szczękę. W Biblii występuje ono jako określenie kości lub jako nazwa własna. Mianem Lechi określa się między innymi miejsce opisanej w Księdze Sędziów (Sdz 15) bitwy między Filistynami a Samsonem, gdzie ten ostatni miał zabić tysiąc mężów z pomocą oślej szczęki.

## Upamiętnienie
Imieniem Lehiego nazwano następujące miejsca w USA:
- miasto w stanie Utah,
- miasto w stanie Arizona (obecnie część miasta Mesa)[9].